# Devaux Coupé
Pour les articles homonymes, voir Devaux.
La Devaux (Coupé ou Spyder) est une voiture de sport GT du constructeur automobile australien Devaux, commercialisée à quelques unités artisanales depuis 2001. 

## Histoire
La Devaux Coupé ou Spyder est conçue de façon artisanale par le designer-industriel David J Clash de Melbourne en Australie, avec conduite à gauche ou à droite. 

### Design

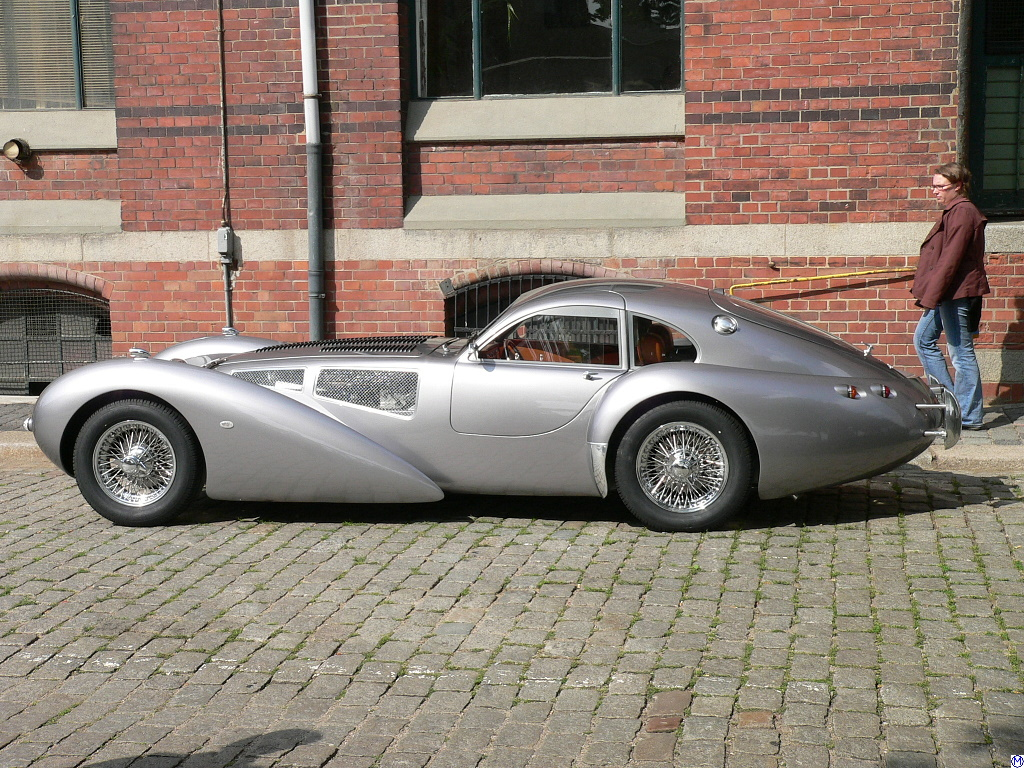

Son style néo-rétro allie l'élégance du design Streamline Moderne Art déco des années 1930, et sophistication, confort et performances modernes,,, au tarif d'environ 120 000 €.
Elle est nommée Devaux d'après le nom français de jeune fille de sa mère, en référence aux grands noms de carrossiers français Art déco des années 1930, dont elle est inspirée, telles que Bugatti Aérolithe (1935), Delahaye Type 145 (1937), Talbot-Lago T150-C SS « Goutte d’eau » Figoni & Falaschi (1937), Delage D8 (1939), et autres Auburn Speedster (1925), Holden Efijy (2005), Chrysler Atlantic (1995) ou Morgan Aero 8 (2001)… (sans rapport avec la marque américaine De Vaux (en) des années 1930).

### Motorisation
Elle peut être motorisée avec deux options de moteurs :
- moteur V8 Chevrolet GM LS1 de 5,7 L de 360 ch ;
- moteur XR6 6 cylindres en ligne Tickford de 3,4 L.